# 清水興
清水 興（しみず こう、1956年12月13日 - ）は、日本のベーシスト、音楽プロデューサーである。島根県出雲市出身。関西医科大学中退。

## 来歴
和歌山県立桐蔭高等学校在学中よりベースを始め、バンドを結成しアマチュアとして活動を開始。
1976年、ヤマハ主催でおこなわれた関西地区最大規模のアマチュアミュージシャンコンテストである「8･8 ROCKDAY」にて、最優秀ベーシスト賞を受賞。1977年にナニワエキスプレスを結成、リーダー兼ベーシストとして1982年にCBS・ソニーからメジャー・デビューを果たす。
1986年のナニワエキスプレス解散後はボーカル・ソウル系グループのHUMAN SOUL（〜1996年）、山岸潤史とJames Gadsonのグループ、BAND of PLEASURE等で活動する傍ら、セッション・ベーシストとして多数の作品、ライブに参加する。
2002年にナニワエキスプレスを再結成。その後は関西を拠点に同バンドを中心とした音楽活動を展開している。特にドラマーからの演奏に対する評価が高く、過去にJames Gadson、バーナード・パーディ、デニス・チェンバースらの海外セッションドラマーとの共演盤も残している。
かつては、坂田美之助（後のミノスケオフィスコブクロ社長）と親交があったことから、インディーズ時代のコブクロの最初のCDのプロデュースを手掛けたこともある。
一方で在阪スポーツとの関わりも深く、2003年には阪神タイガースの公認応援歌「嵐は西から」に参加し、2009年には大阪を本拠地とするB.LEAGUE（元・bjリーグ）に所属する大阪エヴェッサのエンタテインメントディレクターに就任し、応援歌「Go Evessa!」を提供するなどの活動も行っている。